# Al-Nawawi
Yahya ibn Xàraf al-Hizamí an-Nawawí aix-Xafií (en árabe: يحيى بن شرف الحزامي النووي الشافعي‎), más conocido simplemente como al-Nawawí (Nawa, octubre de 1233 – 22 de diciembre de 1278) fue un  estudioso de los hadits, un alfaquí y un lingüista árabe. Fue autor de numerosas y extensas obras que van desde hadith, hasta teología, biografía profética y jurisprudencia. Al-Nawawi nunca se casó.
Al-Nawawi nació en Nawa en el año 631 d. H., y cuando tenía diez años, su padre lo puso en una tienda, por lo que le impidió comprar y vender aprendiendo y memorizando el Sagrado Corán , hasta que completó el Corán y estaba cerca de la pubertad , y se quedó en su país Nawa hasta que cumplió los dieciocho años de edad, luego se mudó a Damasco. Al-Nawawi llegó a Damasco en el año 649 AH, por lo que el Mufti de Sham, Abd al-Rahman bin Ibrahim al-Fazari, necesitaba aprender de él, y al-Nawawi permaneció en Damasco durante unos veintiocho años,  lo pasó todo en una pequeña casa en la escuela Rawahiya, aprendiendo, enseñando y escribiendo libros, y asumió la presidencia de Dar al-Hadith. 

## Vida y obra
Al-Nawawí  nació en Nawa, una población cercana a Damasco, Siria. 
Yasin bin Yusuf Marakashi, dice: "Vi al Imam Nawawi en Nawa cuando era un joven de diez años. Otros niños de su edad solían obligarlo a jugar con ellos, pero el Imam Nawawi siempre evitaba el juego y se quedaba ocupado con la recitación del Noble Corán. Cuando intentaron dominar e insistieron en que se uniera a sus juegos, se lamentó y expresó que no le preocupaba su tonta acción. Al observar su sagacidad y profundidad, un amor y un afecto especiales se desarrollaron en mi corazón por el joven nawawi. Me acerqué a su maestro y le insté a que cuidara excepcionalmente a este muchacho, ya que se convertiría en un gran erudito religioso. Su maestro me preguntó si yo era un adivino o un astrólogo. Le dije que no soy un adivino ni un astrólogo, pero Allah me hizo pronunciar estas palabras ". Su maestro transmitió este incidente al padre del Imam y, teniendo en cuenta la búsqueda de aprendizaje de su hijo, decidió dedicar la vida de su hijo por el servicio y promoción de la causa del Islam .

### Llegada a Damasco
Motivado por los consejos del jeque Yāsīn, el enamoramiento de su hijo por la ciencia religiosa y su notable inteligencia, su padre lo llevó de vuelta a Damasco para continuar sus estudios en 649H, a la edad de 18.
Al-Nawawi recibió clases del imam de la Gran Mezquita Omeya, el jeque Jamāl ᶜAbd al-Kāfī (m. 689H), quien lo dirigió al muftī de Damasco el jeque Tāj ad-Dīn al-Fazārī, apodado Ibn al-Firkāḥ, que se convirtió en el primer maestro damasceno de an-Nawawi.
Ibn al-Firkāḥ lo recomendó al Imam al-Kamāl Isḥāq bin Aḥmad al-Maġribī, director de la Escuela ar-Rawāḥiyya, quien le concedió una habitación anexa a la escuela. Encontró tranquilidad en esta habitación, donde residió hasta su muerte en 676H.

Al-Nawawí vivió 45 años, pero durante este breve periodo escribió un gran número de libros sobre temas diferentes (los hadits, teología, biografía, jurisprudencia),   reconocidos como muy valiosos en cuanto al conocimiento islámico. Fue enterrado en su ciudad natal de Nawa, en Siria. Su tumba, según sus deseos, se hizo al nivel del suelo y no prominente.

## Aportes

### Derecho shafí
Estudió fiqh shafií con los ilustres eruditos de su época, dominando los fundamentos y las reglas de la escuela en poco tiempo. Su discípulo Ibn al-ᶜAṭṭār dijo: «Memorizó la ley de la escuela shafií: Sus normas, fundamentos y cuestiones detalladas, así como las opiniones de los Compañeros y sus descendientes (Tābiᶜīn), las divergencias de los eruditos y sus acuerdos y consensos, así como lo conocido y lo desconocido.«. Así se convirtió en el referente del derecho shafií. Es el único jurisconsulto musulmán que se ha convertido en el referente de su escuela jurídica antes de cumplir los cuarenta años. Como resultado de sus famosos trabajos en fiqh, adquirió el título de sheij al-maḋhab (erudito de la escuela), en las obras de la escuela, y sus selecciones se convirtieron en la referencia en la escuela. 
En su obra «Minhāj al-Ṭālibīn» de derecho shafií, introdujo nuevas terminologías en la escritura del fiqh abriendo una nueva era en la vida de la escuela shafií. Esto aseguró la estabilidad terminológica de los escritos jurídicos en comparación con otras escuelas. Por ello, el Imam Tāj al-Dīn al-Subqī se refirió a él como «Ŝayḣ al-islam, el maestro de los eruditos tardíos (muta'aḣirīn), la prueba de Dios para los sucesores», llamándole al camino de los predecesores".

### Fe islámica
Era, como la mayoría de los eruditos shafíes, un sunita tradicional que seguía la escuela asharita de creencias islámicas. Su famoso comentario sobre el Ṣaḥīḥ Muslim es una clara prueba de ello. Algunos biógrafos informan de que sólo escribió una obra en la creencia de acuerdo con la escuela ash'arita, una epístola para principiantes titulada «Las finalidades». Sin embargo, esta obra traducida al francés, es en realidad una epístola de creencia, ley (fiqh) y purificación (tazkiya).
He aquí algunas de sus citas relativas a la creencia:
- En su comentario sobre Sahîh Muslim, Imâm An-Nawawi dijo: » Ciertamente Alá ta'âlâ, no hay nada como Él, Él está libre del cuerpo, del desplazamiento, de la ubicación en una dirección y de todas las demás características de las criaturas'.[14]

- Dice en la misma obra: » Alá es Aquel por Quien los que hacen invocaciones levantan sus manos al cielo, así como el que reza se mueve hacia la Ka'bah; y esto no es porque Él esté situado en (o por encima de) el cielo, como tampoco está situado en dirección a la Ka'bah, sino que es así porque el cielo es la Qiblah de quienes hacen invocaciones, y la Ka'bah es la dirección de los que rezan"“”[15]

- También dice allí:  Alá ta'âlâ está libre de los atributos de las criaturas, y completamente libre de movimiento, desplazamiento, y el resto de los otros estados de la creación'[16]
- En su libro «Rawdat At-Talibin» en el capítulo de la apostasía, el Imam An-Nawawi dijo: » 'Si alguien que dice: «No hay más dios que el que está situado en los cielos», no se convierte en creyente (musulmán), y lo mismo ocurre si dice: «No hay más dios que Allah, que está situado en los cielos», porque estar situado es imposible sobre Alá ta'ala. «“”[17]

### Lengua árabe
An-Nawawī fue una destacada autoridad en lengua árabe. Sus obras «at-Tanbīh» y «tahḋīb al-“asmā” wa-l-luġāt» demuestran su gran dominio lingüístico. Fue mencionado por Ibn Qāḍī Ŝahba en su propia obra sobre las biografías de lingüistas. 

### Ascetismo
Famoso asceta y hombre piadoso, se sabía que nunca comía fruta de Damasco, famosa por sus jardines y cultivos. De hecho, tenía dudas legales sobre la validez de los contratos de cultivo que se practicaban en su región. Llevaba una vida ascética comiendo sólo una vez al día después de la oración de la tarde (al ᶜiŝā') y gastando sólo lo mínimo en sus necesidades mundanas. Asimismo, nunca aceptaba un regalo y vivía del pan y los higos que su padre le traía de su pueblo. Hasta su muerte, y a pesar de los más altos cargos que ocupó, siguió viviendo en la pequeña habitación anexa a la escuela de ar-Rawāḥiyya, donde se instaló nada más llegar a Damasco. 
Sacrificando su vida por la ciencia religiosa, nunca se casó.

## Credo
Realizó ta'wil sobre algunos de los versículos del Corán y hadices sobre los atributos de Alá. Afirma en su comentario de un hadiz que:
"Este es uno de los "hadices de los atributos", acerca del cual los eruditos tienen dos posiciones. La primera es tener fe en él sin discutir su significado, mientras se cree en Alá el Más Alto que "no hay nada que se le parezca" (Corán 42:11), y que Él está exaltado por encima de tener cualquiera de los atributos de Sus criaturas. La segunda es explicarlo figurativamente de una manera adecuada, los eruditos que sostienen esta posición aducen que el objetivo del hadiz era probar a la esclava: ¿Era ella una monoteísta, que afirmó que el Creador, el Dispositor, el Hacedor, es Alá? solo y que Él es a quien se invoca cuando una persona que hace una súplica (du'a) mira hacia el cielo, al igual que aquellos que realizan la oración (salat) se enfrentan a la Kaaba, ya que el cielo es la qibla de aquellos que suplican, ya que la Kaaba es la qibla de quienes realizan la oración, ¿o era ella una adoradora de los ídolos que colocaban frente a sí mismos? Entonces, cuando ella dijo: En el cielo, estaba claro que no era una adoradora de ídolos."

## Relación con el sultanato mameluco
Al-Nawawi provocó la ira del Mameluco Sultán Rukn al-Din Baybars en dos ocasiones. Una vez, en un momento en que el pueblo de Damasco buscaba alivio de una pesada carga impositiva tras una sequía de años, Al-Nawawi escribió que si Baybars no dejaba de gravar abusivamente a sus residentes entonces Alá gravará su fechoría en el más allá de la muerte.  Esto llevó a Baybars a amenazarle con expulsarle de Damasco. A esto, respondió:
"En cuanto a mí, las amenazas no me hacen daño ni significan nada para mí. No me impedirán aconsejar al gobernante, pues creo que esto es obligatorio para mí y para los demás."
La segunda vez que Al-Nawawi se dirigió al sultán Baybars fue cuando quiso que los ulemas emitieran una fatwa que decretaba que el waqf se recaudara únicamente para el gobernante, a pesar de que originalmente estaba destinado al pueblo. En efecto, Al-Nawawi le regañó, instándole a temer a Alá y a refrenar su codicia, lo que el sultán aceptó. Algunas personas preguntaron a Baybars por qué no había encarcelado a Al-Nawawi en represalia, a lo que Baybars respondió que cada vez que pensaba en encerrar a Al-Nawawi, un temor recorría su corazón. En ambos encuentros, Baybars acató el consejo de Al-Nawawi.

## Obras
Durante su vida de 46 años escribió "por lo menos 50 libros" sobre estudios islámicos y otros tópicos. Los mismos comprenden:
- Al Minhaj bi Sharh Sahih Muslim (شرح صحيح مسلم), basándose en las reflecciones de otros antes de él y es considerado uno de los mejores comentarios sobre el Sahih Musulmán. Disponible en la web.[26]
- Riyadh as-Saaliheen (رياض الصالحين); colección de hadiths sobreética, modales, conducta, popular en el mundo islámico.
- al-Majmu' sharh al-Muhadhab (المجموع شرح المهذب), es un manual amplio de Ley Islámica según la escuela Shafi'i ha sido editado en una traducción al francés de van den Bergh, 2 vols., Batavia (1882–1884), y publicado en El Cairo (1888).[27]
- Minhaj al-Talibin (منهاج الطالبين وعمدة المفتين في فقه الإمام الشافعي), un manual clásico sobre Ley Islámica según Shafi'i fiqh.[3]
- Tahdhib al-Asma wa'l-Lughat (تهذيب الأسماء),  editado en el  Biographical Dictionary of Illustrious Men chiefly at the Beginning of Islam (árabe) por F. Wüstenfeld (Göttingen, 1842–1847).[27]
- Taqrib al-Taisir (التقريب والتيسير لمعرفة سنن البشير النذير), una introducción al estudio de hadith, es una extensión delMuqaddimah  de  Ibn al-Salah, fue publicado en El Cairo, 1890, con un comentario de Suyuti  "Tadrib al-Rawi". En parte ha sido traducido al francés por W. Marçais en el Journal asiatique, series ix., vols. 16–18 (1900–1901).[27]
- al-Arbaʿīn al-Nawawiyya (الأربعون النووية) - 'Cuarenta Hadiths,' colección de 42 tradiciones fundamentales, frecuentemente publicado junto con numerosos comentarios.[27]
- Ma Tamas ilayhi hajat al-Qari li Saheeh al-Bukhaari (ما تمس إليه حاجة القاري لصـحيح البـخاري)
- Tahrir al-Tanbih (تحرير التنبيه)
- Kitab al-Adhkar (الأذكار المنتخبة من كلام سيد الأبرار); colección de súplicas del profeta Mahoma.
- al-Tibyan fi adab Hamalat al-Quran (التبيان في آداب حملة القرآن)
- Adab al-fatwa wa al-Mufti wa al-Mustafti (آداب الفتوى والمفتي والمستفتي)
- al-Tarkhis fi al-Qiyam (الترخيص بالقيام لذوي الفضل والمزية من أهل الإسلام)
- Manasik (متن الإيضاح في المناسك) sobre los rituales Hajj.
- al-Hatt ala al-Mantiq (الحت على المنطق) - 'La Insistencia de la lógica,' escrito para tratar las críticas epistemiológicas e históricas a la lógica[28]
- Sharh Sunan Abu Dawood
- Sharh Sahih al-Bukhari
- Mukhtasar at-Tirmidhi
- Tabaqat ash-Shafi'iyah
- Rawdhat al-Talibeen
- Bustan al-`arifin